# Ansø Enge
Ansø Enge er nogle udstrakte engområder med kildevæld og rigkær beliggende i de store naturområder mellem Sepstrup, Vrads og Hjøllund i den sydlige del af Silkeborg Kommune. Engene er en del af Natura 2000-område nr. 53 Sepstrup Sande, Vrads Sande, Velling Skov og Palsgård Skov, og er også en del af fuglebeskyttelsesområde F34. Det er en tidligere møllesø til Ansø Mølle som er kendt tilbage til 1481. Opstemningen af Ansø menes fjernet i anden halvdel af 1800-tallet, men det vises ikke præcist hvornår. Engene er del i to af de 71 meter høje Blæsbjerge, og på den østlige side løber Lillebæk, og vest for den ligger Sillerup Væld med et kildedambrug; på østsiden af Blæsbjerge kommer bækken Skærbæk fra Sepstrup Sande. Bækkene og en en række mindre vandløb der udspringer i engene samles, og bliver til Salten Å (habitatområde 48, Natura 2000-område nr. 52).